# Trachypithecus poliocephalus
Trachypithecus poliocephalus är en primat i familjen markattartade apor som förekommer i sydöstra Kina och på den vietnamesiska ön Cát Bà.

## Utseende
Individerna når en kroppslängd (huvud och bål) av 47 till 62 cm och svanslängd av 77 till 89 cm. Hannar är större än honor och de är med 8 till 9,5 kg vikt tydlig tyngre. Honor blir bara 6,7 till 8 kg tunga. Enligt en annan studie blir hannar upp till 20 kg tunga. Pälsen har huvudsakligen en mörkbrun färg. Huvudet och flera hår på axeln har däremot en gulvit färg. Håren på skuldran är ofta längre liksom en man och ibland har även buken en ljusare färg. Ungdjur har i kontrast till de vuxna individerna en orange päls.

## Utbredning och habitat
Arten har flera från varandra skilda populationer i kulliga områden och låga bergstrakter. Habitatet utgörs av skogar på karstklippor.

## Ekologi
Individerna är aktiva på dagen och klättrar främst i växtligheten. Ibland vilar de i grottor. De äter främst blad som kompletteras med unga växtskott, bark, frukter och blommor.
En hanne, några honor och deras ungar bildar en flock med upp till nio medlemmar. Honor föder bara en unge per kull. Ungar lämnar flocken efter ungefär två år och anslutar sig till en annan flock eller bildar egen flock.

## Hot och status
Trachypithecus poliocephalus jagas för köttets och vissa kroppsdelars skull som används i den traditionella kinesiska medicinen. Arten hotas även när skogen omvandlas till jordbruksmark eller genom svedjebruk. IUCN uppskattar att beståndet minskade med 80 procent under de gångna 36 åren (tre generationer) och listar arten som akut hotad (CR).